# کوه آیگالئو
کوه آیگالئو (به لاتین: Mount Aigaleo) یک رشته‌کوه، کوه و تپه در یونان است که در یونان واقع شده‌است. کوه آیگالئو ۴۶۹ متر بالاتر از سطح دریا واقع شده‌است.